# Лига C9
Лига С9 — альянс из девяти элитных вузов КНР, аналогичный Группе «Рассел» в Великобритании, Группе восьми в Австралии и Лиге Плюща в США. В Лигу С9 входят Фуданьский университет, Харбинский политехнический университет, Нанкинский университет, Пекинский университет, Шанхайский университет транспорта, Университет Цинхуа, Научно-технический университет Китая, Сианьский университет Цзяо Тун и Чжэцзянский университет. На их долю приходится 3 % исследователей страны, 10 % государственных исследовательских расходов и 20 % академических публикаций.

## История
Лига С9 была создана по инициативе китайского правительства 4 мая 1998 года с целью продвижения китайской системы высшего образования. Создание Лиги C9 было частью проекта 985. На первом этапе, были отобраны девять университетов и выделено финансирование на начальный период в три года. 10 октября 2009 года эти девять университетов составили Лигу C9.

## Члены
| Университет                            | Год основания | Орган управления                                 | Местоположение            |
| -------------------------------------- | ------------- | ------------------------------------------------ | ------------------------- |
| Фуданьский университет                 | 1905          | Министерство образования КНР                     | Шанхай                    |
| Харбинский политехнический университет | 1920          | Министерство промышленности и информатизации КНР | Харбин; Вэйхай; Шэньчжэнь |
| Нанкинский университет                 | 1902          | Министерство образования КНР                     | Нанкин                    |
| Пекинский университет                  | 1898          | Министерство образования КНР                     | Пекин                     |
| Шанхайский университет транспорта      | 1896          | Министерство образования КНР                     | Шанхай                    |
| Университет Цинхуа                     | 1911          | Министерство образования КНР                     | Пекин                     |
| Научно-технический университет Китая   | 1958          | Китайская академия наук                          | Хэфэй                     |
| Сианьский транспортный университет     | 1896          | Министерство образования КНР                     | Сиань                     |
| Чжэцзянский университет                | 1897          | Министерство образования КНР                     | Ханчжоу, Чжэцзян          |

## Цели
Целью С9 было наладить общение друг с другом, чтобы поощрить лучших студентов и объединить ресурсы, в том числе кампуса, преподавателей и так далее. Более того, университеты взяли на себя обязательство поддерживать качество образования на мировом уровне. Создание Лиги C9 было одобрено китайской общественностью, а её центральная идея создания университетов мирового класса нашла поддержку со стороны как правительства, так и общества. Другие университеты за пределами Лиги C9 обозначенные центральным правительством с целью достижения мирового уровня включают Оборонный научно-технический университет НОАК, Китайский народный университет и Уханьский университет.